# Agfa Silette

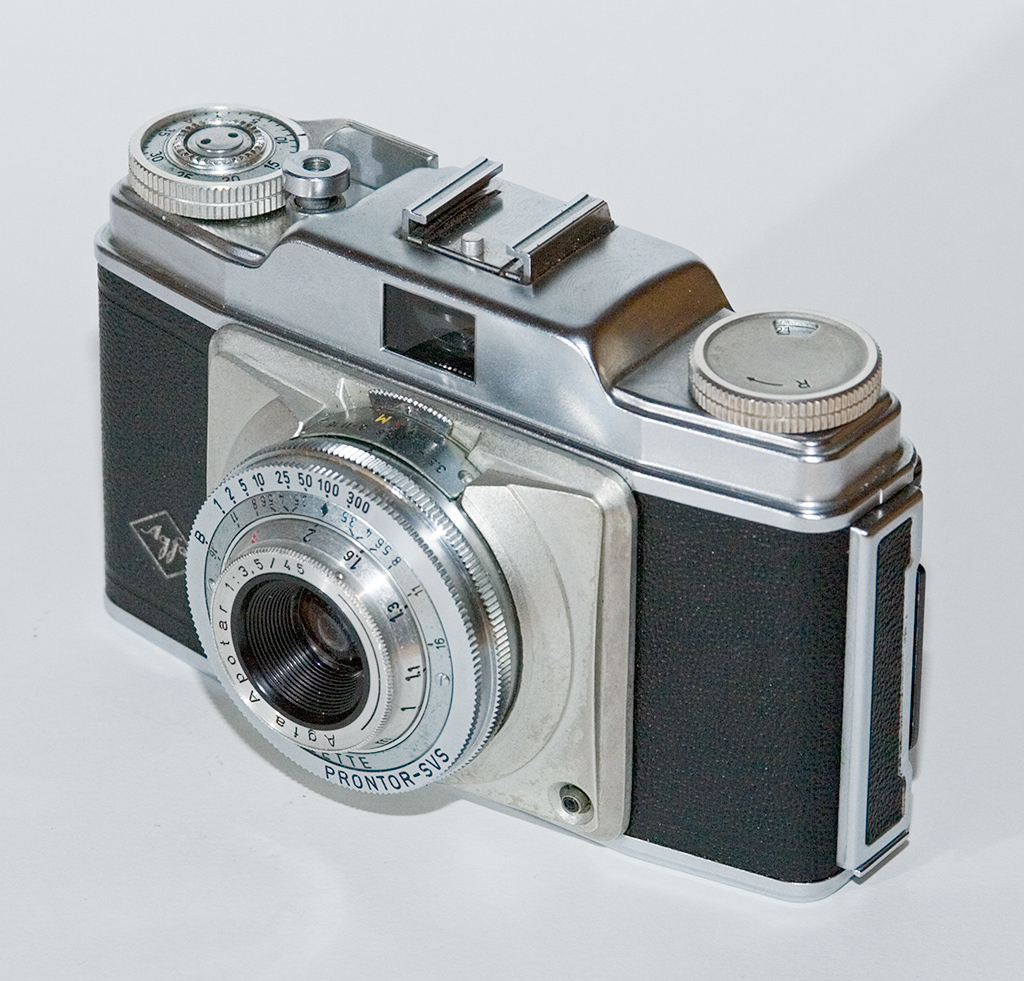
Silette in einer Ausführung von 1954 bis 1957

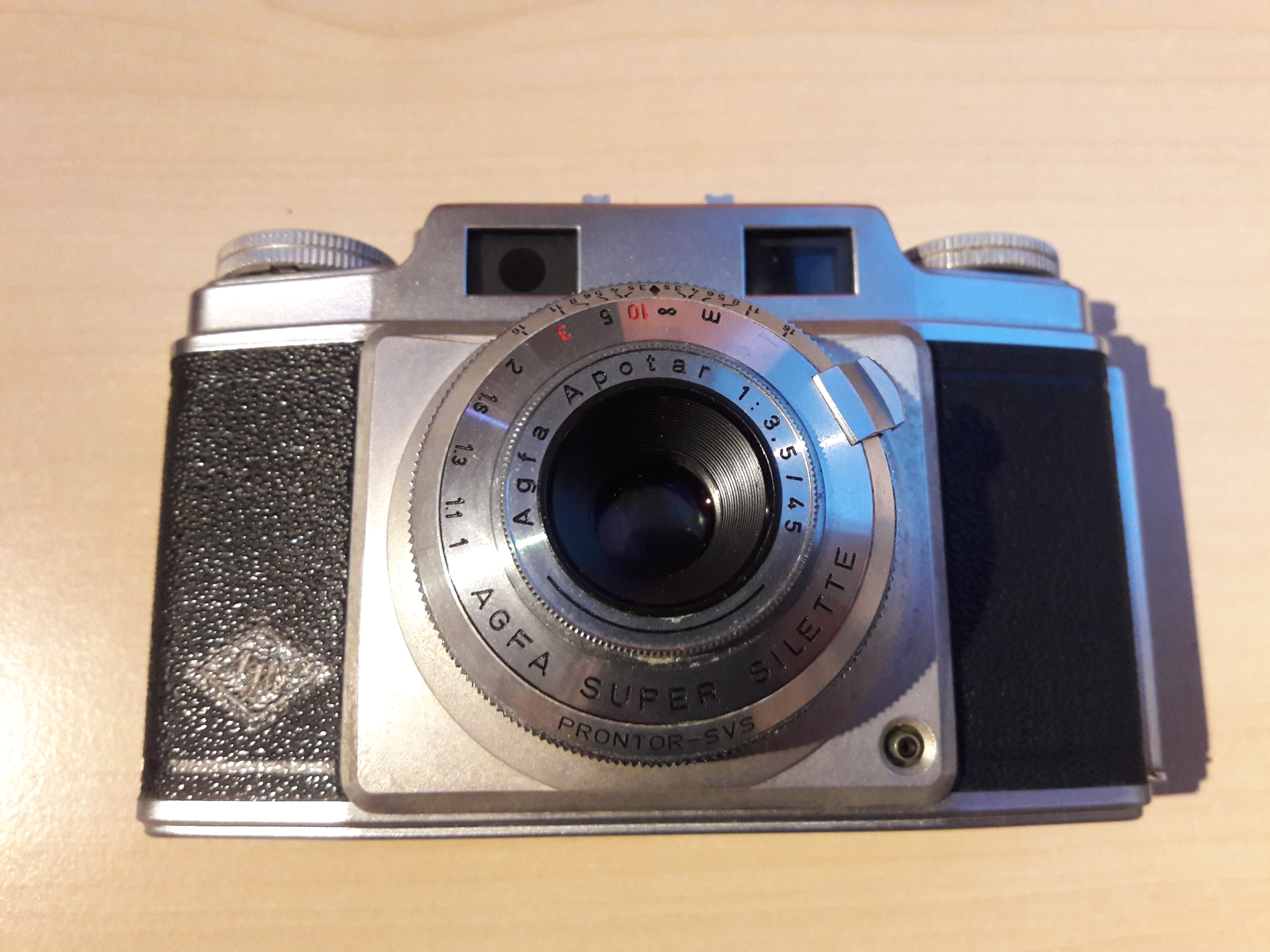
Super Silette mit PRONTOR-SVS

Mit Silette bezeichnete Agfa eine Kleinbild-Sucherkamera mit feststehendem Objektiv und manueller Belichtungseinstellung. Die erste Silette von 1954 war ein eigenständiges Modell. Von der 1959 erschienenen Agfa Optima wurden Modelle mit ebenfalls manueller Einstellung abgeleitet, die auch Silette hießen. Mit der Silette LK Sensor erschien 1969 das letzte Modell, danach brachte Agfa mangels Nachfrage nur noch Voll- und Programmautomaten heraus.

## Erste Generation

### Vorgeschichte
Um 1952 erschienen mehrere Kleinbildkameras mit fest eingebautem Objektiv, woraufhin die Klappkameras mit ihren Balgen aus der Mode kamen und als Vorkriegstechnik betrachtet wurden. Grundsätzlich war nichts gegen solch einen Faltmechanismus einzuwenden, zumal er zu einer flacheren und damit handlicheren Kamera führte. Andererseits wurden die meisten Kameras mit der modellspezifischen Ledertasche um den Hals getragen, wobei wenige Zentimeter mehr Dicke nicht störten. Agfa reagierte zunächst nicht auf den Trend und brachte mit der Solinette sogar noch ein herkömmliches Modell heraus.

### Silette
1954 kam es zur langerwarteten Agfa nach dem neuen Konstruktionsprinzip, der erfolgreichen Silette. Ihre Tagesproduktion betrug zeitweise 2400 Stück und sie hatte beispielsweise an den 62 Mio. DM Umsatz des Agfa Camerawerks München im Jahr 1955 einen erheblichen Anteil. Diese Kamera verzichtete nicht nur auf den Balgen, sie hatte darüber hinaus einen Schnellschalthebel, außerdem war der Verschlussaufzug mit dem Filmtransport gekoppelt. Entsprechend der Isolette erfuhr sie im Laufe ihrer Produktionszeit zahlreiche undokumentierte Detailmodifikationen. Darüber hinaus gab es sie ebenfalls mit verschiedenen Objektiven und Verschlüssen, so wie seinerzeit von praktisch allen Herstellern.

### Silette L
Die Silette L war die erste Agfa-Kamera mit eingebautem Belichtungsmesser, sie ging 1955 in Produktion, wozu eigens die Abteilung Instrumentenbau im Werk München eingerichtet wurde. Ab 1956 wurde sie verkauft. Dieser Belichtungsmesser fand in einer geänderten Gehäusekappe Platz, er war nicht gekoppelt, hatte also ein eigenes Einstellrad und arbeitete – wie alle elektronischen Belichtungsmesser seiner Zeit – mit einer Selenzelle.

### Super Silette
Die Super Silette, gebaut ab 1956, hatte wie die Super Solinette einen in die Gehäusekappe integrierten Entfernungsmesser. Wahlweise standen der Prontor-SVS und der Synchro-Compur-Verschluss zur Verfügung. Ferner gab es wahlweise das dreilinsige Agfa Color Apotar, das vierlinsige Agfa Color Solinar, beide 1 : 3,5/45 mm, oder das sechslinsige Agfa Color Solagon 1 : 2,0/50 mm im Objektivprogramm. Kameras mit diesen „Gauss“-Objektiven galten damals als Luxus, bis sie in den 1960er Jahren aus Japan zum Massenprodukt wurden. Deren optische Überlegenheit trug entscheidend zum Abbau der deutschen Vormachtstellung bei.

### Super Silette L
Die Super Silette L, eine Messsucherkamera mit ungekoppelten Belichtungsmesser, Prontor-SVS-Verschluss und einem vierlinsigen Agfa Color-Solinar 1 : 2,8/50 mm, gebaut ab 1957 der Silette SL ähnlichem Gehäuse. Sie kostete 249 DM.

### Silette LKundSilette SL
Die beiden Modelle LK und SL besaßen einen gekuppelten Belichtungsmesser, es handelte sich also bereits um einen Halbautomat: Verstellte man die Einstellungen für Blende und Zeit am Objektiv, so wurden diese direkt auf den Belichtungsmesser übertragen und man konnte mit dessen Zeigerstellung die korrekte Belichtung ermitteln.
Der Unterschied zwischen den beiden Modellen bestand vor allem im Objektiv: Die Silette LK besaß ein dreilinsiges Objektiv f/2,8 mit 45 mm Brennweite vom Typ Agfa Agnar oder Agfa Apotar, die SL das Vierlinser Agfa Solinar f/2,8 mit 50 mm Brennweite. Der Verschluss war bei der SL immer vom Typ Prontor SVS, für die LK sind verschiedene eingebaut worden.
Die Silette SL kostete 249,— DM.

### Ambi-Silette

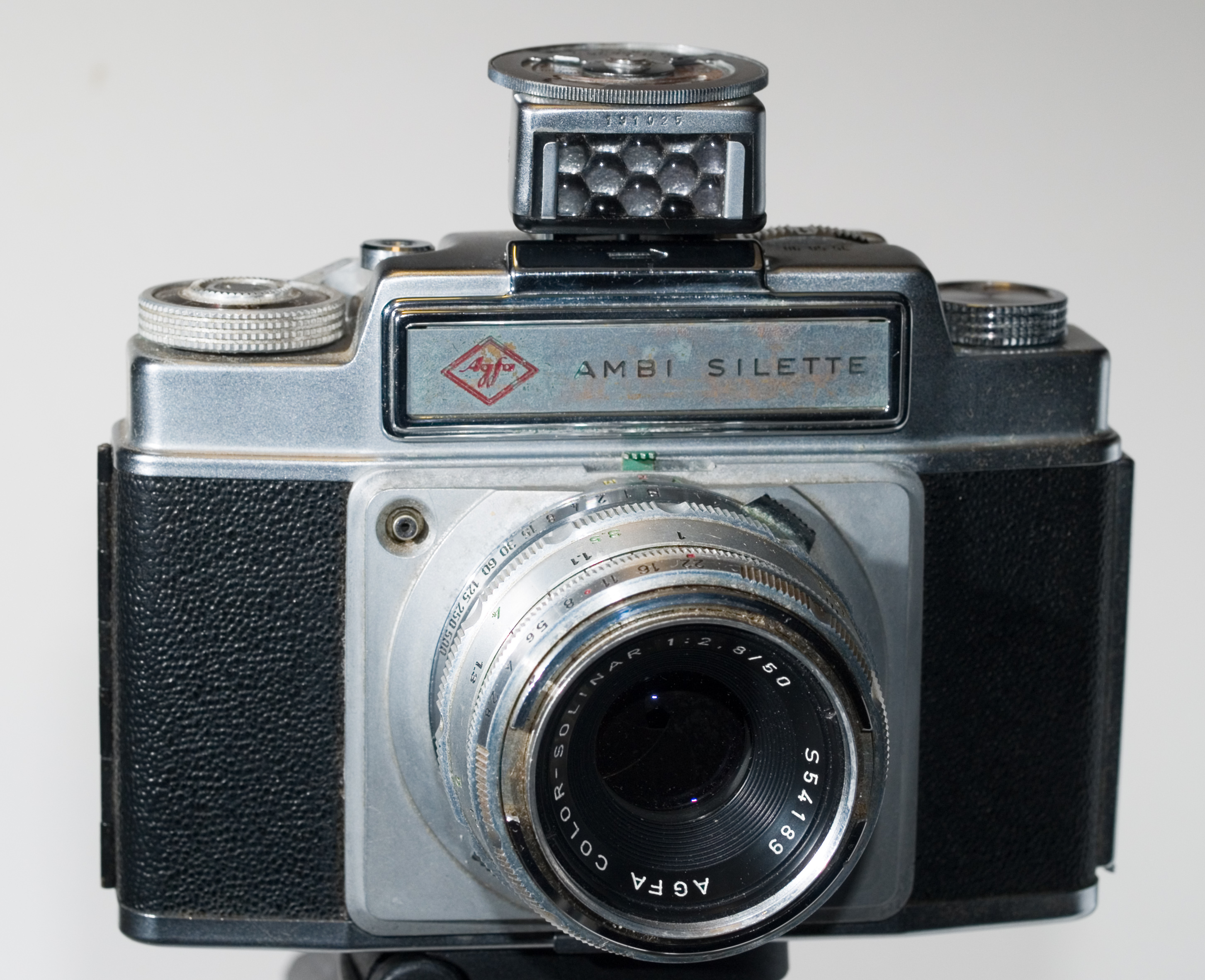
Ambi Silette, mit Metraphot-Belichtungsmesser, Sucherabdeckung geschlossen

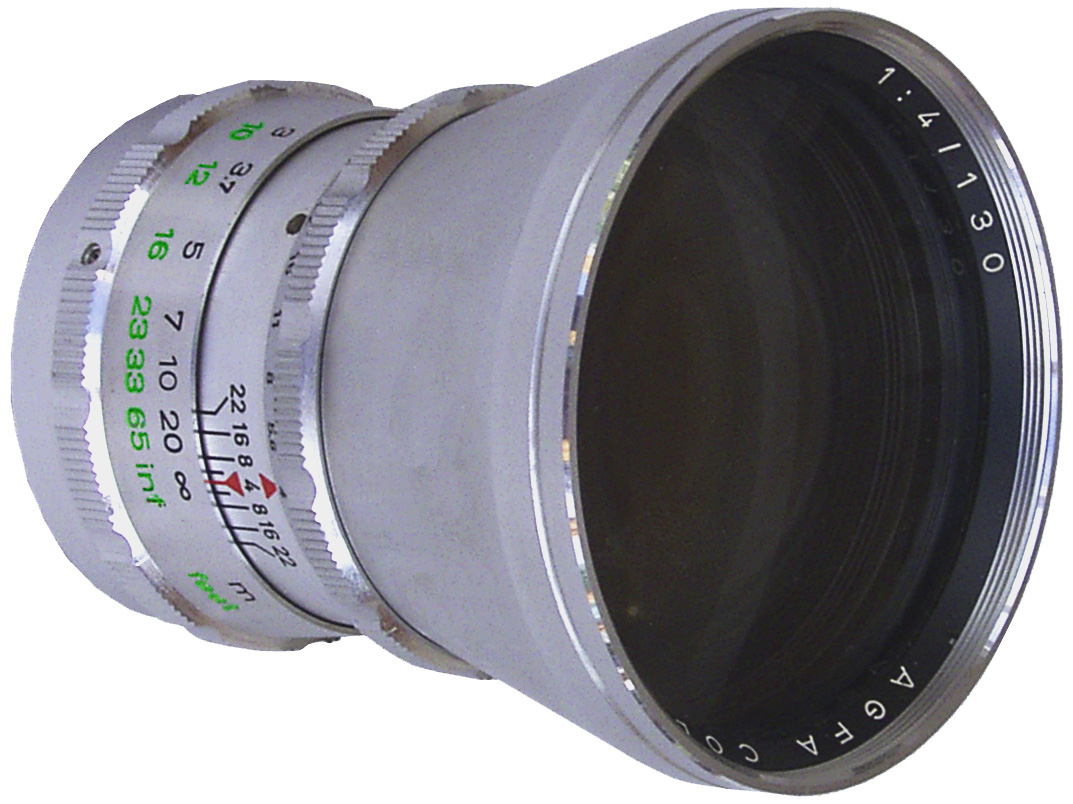
Color-Telinear f/4, 130 mm

In der Bezeichnung Ambi-Silette wies Ambi auf Wechselobjektive hin.

„Ich will nicht mehr als alles. Das ferne Motiv muß nah sein – und das nahe rundum ganz erfaßt werden. Und das alles natürlich auch farbig. Erstklassig – versteht sich.“

Die Kamera kostete mit dem Normalobjektiv 298 DM, dafür gab es allerdings keine Belichtungsmessung. Das Zubehörprogramm hielt aber aufsteckbare Belichtungsmesser verschiedener Hersteller bereit.

#### Objektive
Agfa bot für dieses Modell vier verschiedene Brennweiten an:
- Color-Ambion f/4 mit 35 mm, 150 DM
- Color-Solinar f/2,8 mit 50 mm und vier Linsen
- Color-Telinear f/4 mit 90 mm und fünf Linsen, 180 DM
- Color-Telinear f/4 mit 130 mm, sechs Linsen und separatem Sucher für den Zubehörschuh

Die Objektive waren noch schwer, da aus verchromten Messing, während man zunehmend dazu überging, Aluminium zu verwenden. Das 130-mm-Telinear war erst später vorgestellt worden, die übrigen drei Objektive gemeinsam mit der Kamera. Agfa bot eine Umhängetasche für 45 DM an, in welche die Kamera mit Weitwinkel-, Normal- und Teleobjektiv hineinpasste, die Bereitschaftstasche kostete 28 DM.

#### Sucher
Der Kamerasucher passte sich ihnen mit wechselnden Leuchtrahmen für jede Brennweite an, dazu gab es links neben dem Zubehörschuh einen Schiebeschalter mit den Positionen 35 — 50 — 90. Außerdem gab es einen automatischen Parallaxenausgleich, der mit allen drei Objektiven funktionierte. Das bedeutete, dass sich der Sucher mit der Entfernungseinstellung bewegte, um das unterschiedliche Blickfeld von Sucher und Objektiv im Nahbereich auszugleichen.
Für die Kamera gab es zwei Nahlinsen, Proximeter I und Proximeter II, mit einem rechteckigen Aufsatz mit einer Linse, die ein korrektes Sucherbild und das Benutzen des Entfernungsmessers ermöglichte. Sie ließen sich für folgende Entfernungen verwenden:
|               | Solinar         | Telinar 90 mm    |
| ------------- | --------------- | ---------------- |
| Proximeter I  | 50 cm bis 90 cm | 64 cm bis 100 cm |
| Proximeter II | 33 cm bis 50 cm | 38 cm bis 50 cm  |

Die Linsen waren mit 64 DM als Set recht teuer.

#### Verschluss
Die Kamera hatte einen Zentralverschluss, der sich in der Kamera befand und auf folgende Zeiten einstellbar war: 1 s, 1⁄2 s, 1⁄4 s, 1⁄8 s, 1⁄15 s, 1⁄30 s, 1⁄60 s, 1⁄125 s, 1⁄250 s, 1⁄500 s und B.
Die Blitzsynchronisation erfolgte über einen Kabelkontakt – im Bild links oberhalb des Objektives.

#### Filmtransport
Für den Filmtransport gab es einen Schnellschalthebel oben an der Kamera, seine Mechanik hatte nur wenige Teile, um trotz des sonstigen Aufwands den günstigen Verkaufspreis der Kamera zu ermöglichen. So bestand das Zählwerk aus einer Scheibe im Schalthebel, die nach Einlegen des Films auf die passende Bildzahl eingestellt werden konnte, sie zählte dann rückwärts.
Im Rückspulknopf gab es eine Filmmerkscheibe mit folgenden möglichen Anzeigen in einem Fenster:
|           | 10/10                  | 13/10                  | 17/10                  | 21/10                  | 23/10                  | Col T                      | Col K                      | Col NT                    | Col NK                     |
| --------- | ---------------------- | ---------------------- | ---------------------- | ---------------------- | ---------------------- | -------------------------- | -------------------------- | ------------------------- | -------------------------- |
| Bedeutung | Schwarzweißfilm 10 DIN | Schwarzweißfilm 13 DIN | Schwarzweißfilm 17 DIN | Schwarzweißfilm 21 DIN | Schwarzweißfilm 23 DIN | Farbnegativfilm Tageslicht | Farbnegativfilm Kunstlicht | Farbumkehrfilm Tageslicht | Farbnegativfilm Kunstlicht |

## Zweite Generation

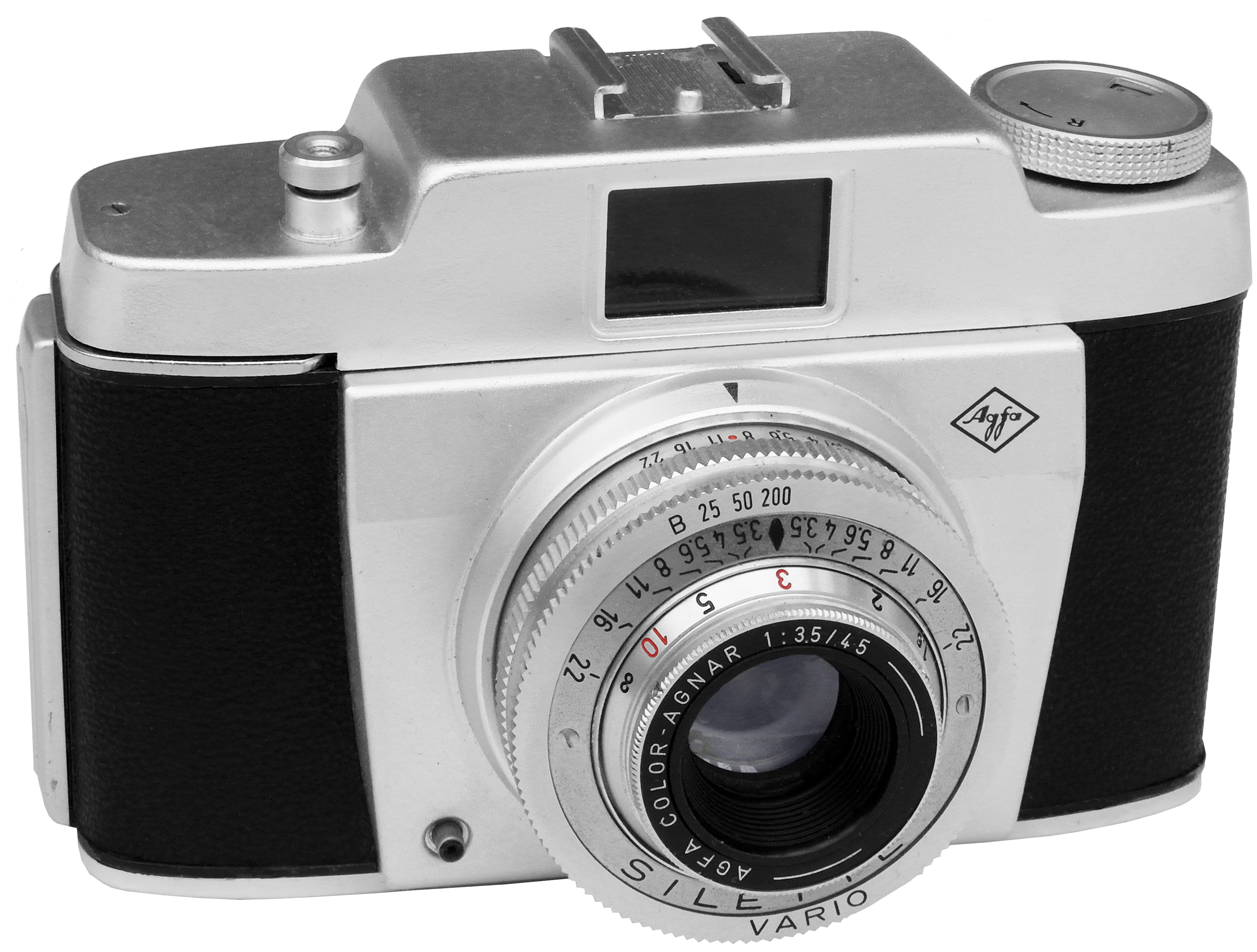
Silette mit Verschluss Agfa Vario

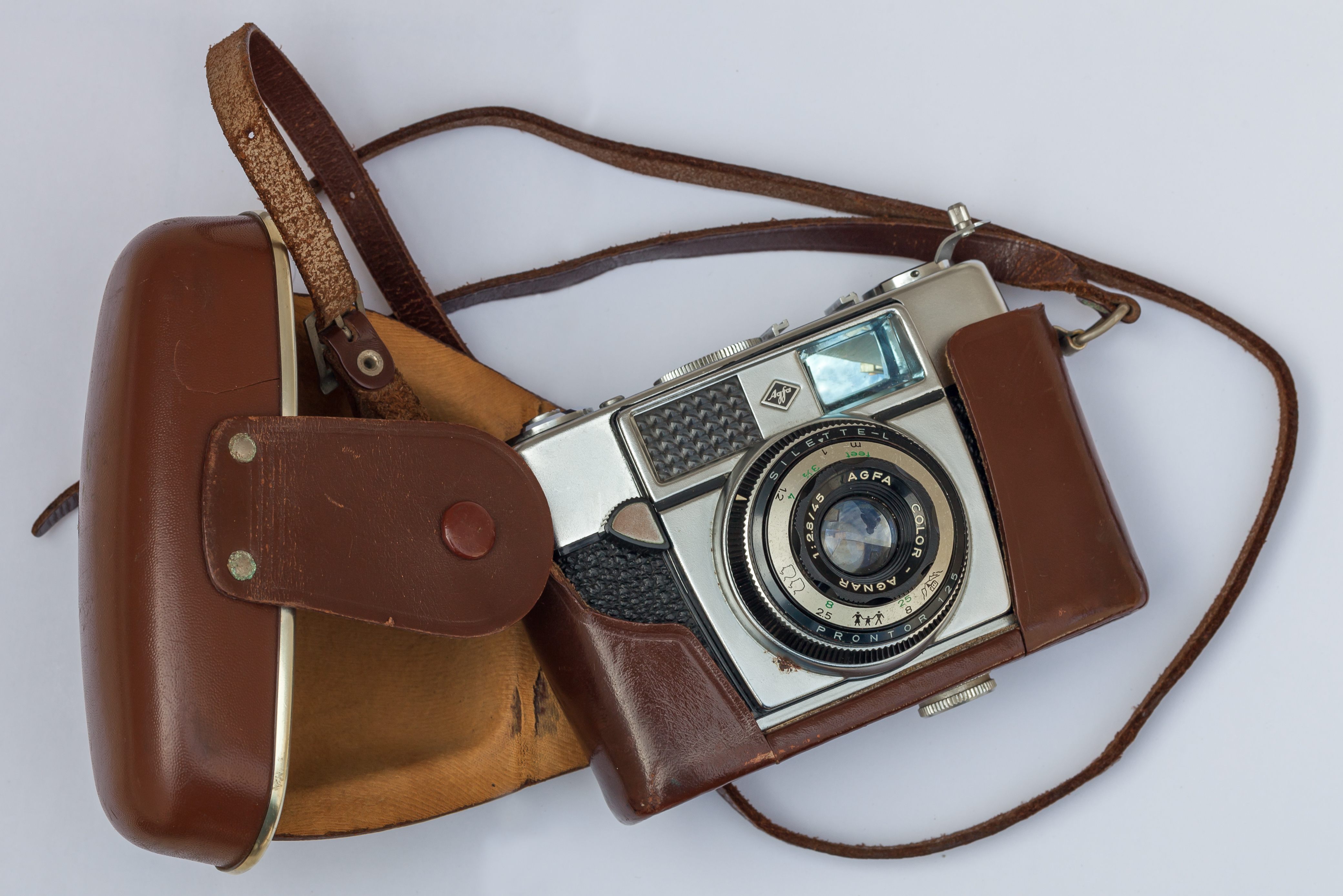
Silette L der zweiten Generation

### Vorgeschichte
1957 erschien das erste Modell einer neuen Silette-Generation mit Kunststoffgehäuse. Der technische Fortschritt erlaubte es nämlich nun, aus diesem Material komplexere Gehäuseformen zu bauen. Dies sparte vor allem Produktionskosten, da Teile daraus im Gegensatz zu Aluminium-Druckguss kaum nachbearbeitet werden mussten. So kam zunächst eine einfache Silette aus diesem Material heraus. Nach 1960 bekamen alle Silette Modelle das neue Gehäuse, das auch für die Optima Ia verwendet und vom Kunststoffgehäuse der Isoly-Reihe abgeleitet wurde.
Um diese Zeit wandelte sich auch die Bedeutung der Silette. Sie war nun vor allem Einsteigerkamera zu einem Preis, für den man noch keine aufwendige Belichtungssteuerung produzieren konnte. Die Anforderungen des bisherigen Kundenkreises deckten nun die Optima mit ihrer Programmautomatik ab bzw. für engagiertere Fotografen der Zeitautomat Selecta.

### Silette
Die einfachste Silette mit dem dreilinsigen Objektiv Agfa Agnar, f/3,5 mit 45 mm sowie dem Verschluss Agfa Vario mit den Zeiten 1⁄25 s, 1⁄50 s und 1⁄200 s kostete 69,50 DM.

### Silette I
1962 wurde als Basismodell die Silette I eingeführt. Mit der Silette L teilte sie das dreilinsige Objektiv Color Agnar, f/2,8 mit 45 mm Brennweite, verfügte aber im Gegensatz zu ihr nicht über eine eingebaute Belichtungsmessung. Der Verschluss Prontor ließ sich auf B, 1⁄30 s, 1⁄60 s und 1⁄125 s einstellen und hatte einen Drahtauslöseranschluss.

### Silette L
Die Silette L mit dem dreilinsigen Objektiv Agfa Agnar f/2,8 mit 45 mm Brennweite und einem Leuchtrahmensucher kostete 99 DM. Ihr Verschluss vom Typ Agfa Parator reichte bis zu einer Belichtungszeit von 1⁄125 s.
Die Silette L hatte einen ungekoppelten Belichtungsmesser.

### Silette LK
Die Silette LK unterschied sich von der Silette L durch einen gekoppelten Belichtungsmesser und eine kürzere Belichtungszeit von 1⁄250 s, hatte aber das gleiche Objektiv.

### Silette Rapid

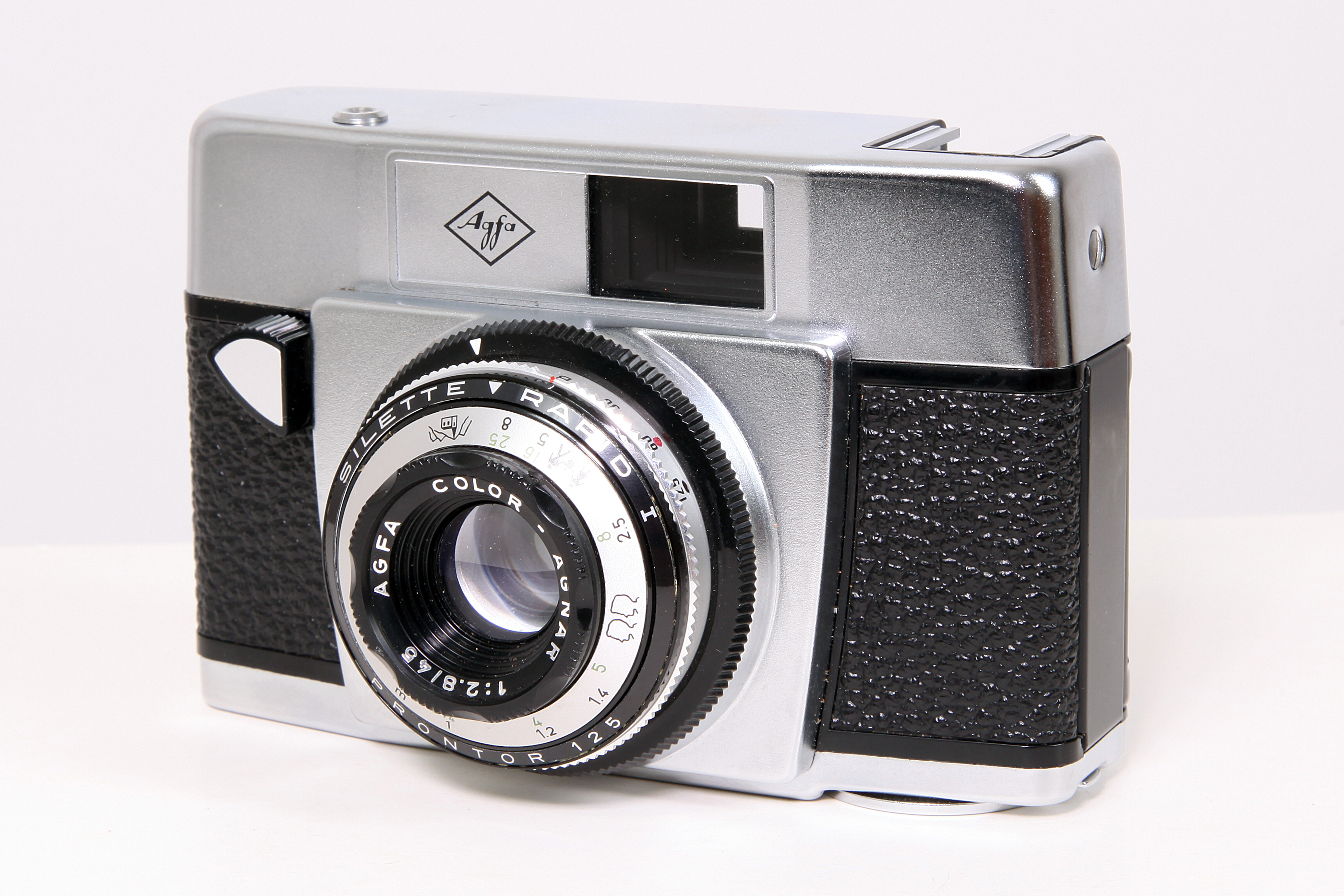
Silette Rapid

Von der Silette baute Agfa auch Modelle für Rapid-Film, allerdings wurde er dabei wie gewohnt mit dem Format 24 mm × 36 mm belichtet. Diese Kameras hatten allerdings eine geringe Bedeutung, da sich die Silette mit ihrer manuellen Belichtungssteuerung an engagiertere Fotoamateure wandte, denen es keine Probleme bereitete, einen gewöhnlichen Film einzulegen.

## Dritte Generation

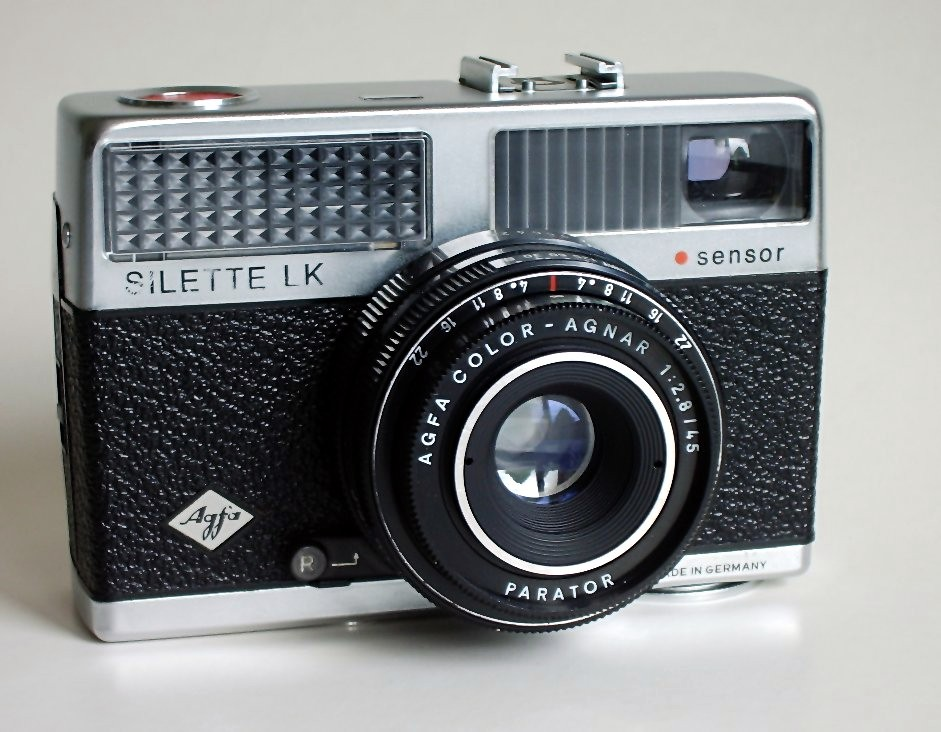
Silette LK sensor

### Situation um 1970
Während in den 1960er Jahren die manuelle Belichtungssteuerung noch für einfachere Kameras eine Bedeutung hatte, entfiel diese Käufergruppe um 1970. Mit zunehmendem Wohlstand konnten sich engagierte Fotografen teurere Kameras, insbesondere Spiegelreflexkameras, leisten. Und für den technisch Unkundigen schuf man Kameras mit Wettersymbolen zur Bedienungsvereinfachung. So leitete Agfa von der dritten Generation der Optima noch eine Silette ab, die aber schon keine nennenswerte Verbreitung mehr fand. Von der vierten Generation gab es kein abgeleitetes Modell mehr, weder eins mit manueller Belichtungssteuerung noch mit Zeitautomatik.

### Silette LK Sensor
Die Silette LK Sensor entsprach weitgehend der Optima 200 Sensor, war eine Kamera mit manueller Belichtungssteuerung. Blende und Belichtungszeit mussten am Objektiv eingestellt werden, dazu war der Zeiger des Belichtungsmessers sowohl im Sucher eingespiegelt als auch oben auf dem Gehäuse zu sehen.
Die Blendenzahl konnte von 2,8 bis 22 eingestellt werden, die Verschlusszeitenreihe lautete: B - 1⁄30 s - 1⁄60 s - 1⁄125 s - 1⁄300 s. Als Objektiv kam das dreilinsige Agfa Color-Agnar f/2,8 45 mm zum Einsatz. Da es keine Blitzautomatik wie bei der Optima gab, konnte unten am Objektiv an Stelle der Leitzahl des Blitzgeräts die Filmempfindlichkeit eingestellt werden, der Bereich ging von ISO 25/15° bis ISO 400/27°. Einsparungen in der Vergütung des Objektivs wie im Bild ersichtlich führten zu starken Reflexionen und werteten die Kamera im Vergleich zur japanischen Konkurrenz weiterhin ab.

## Galerie

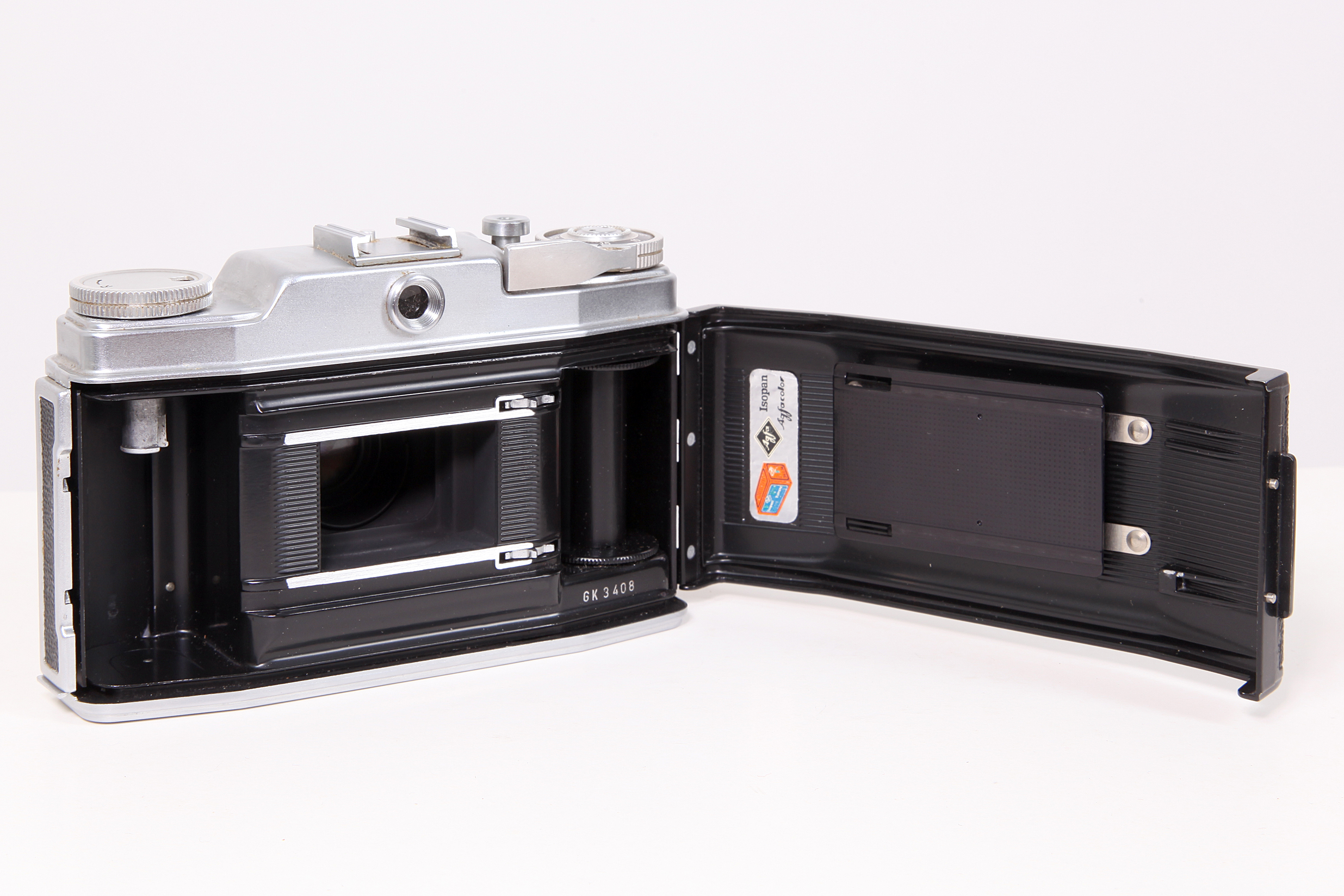
Silette mit geöffneter Rückwand
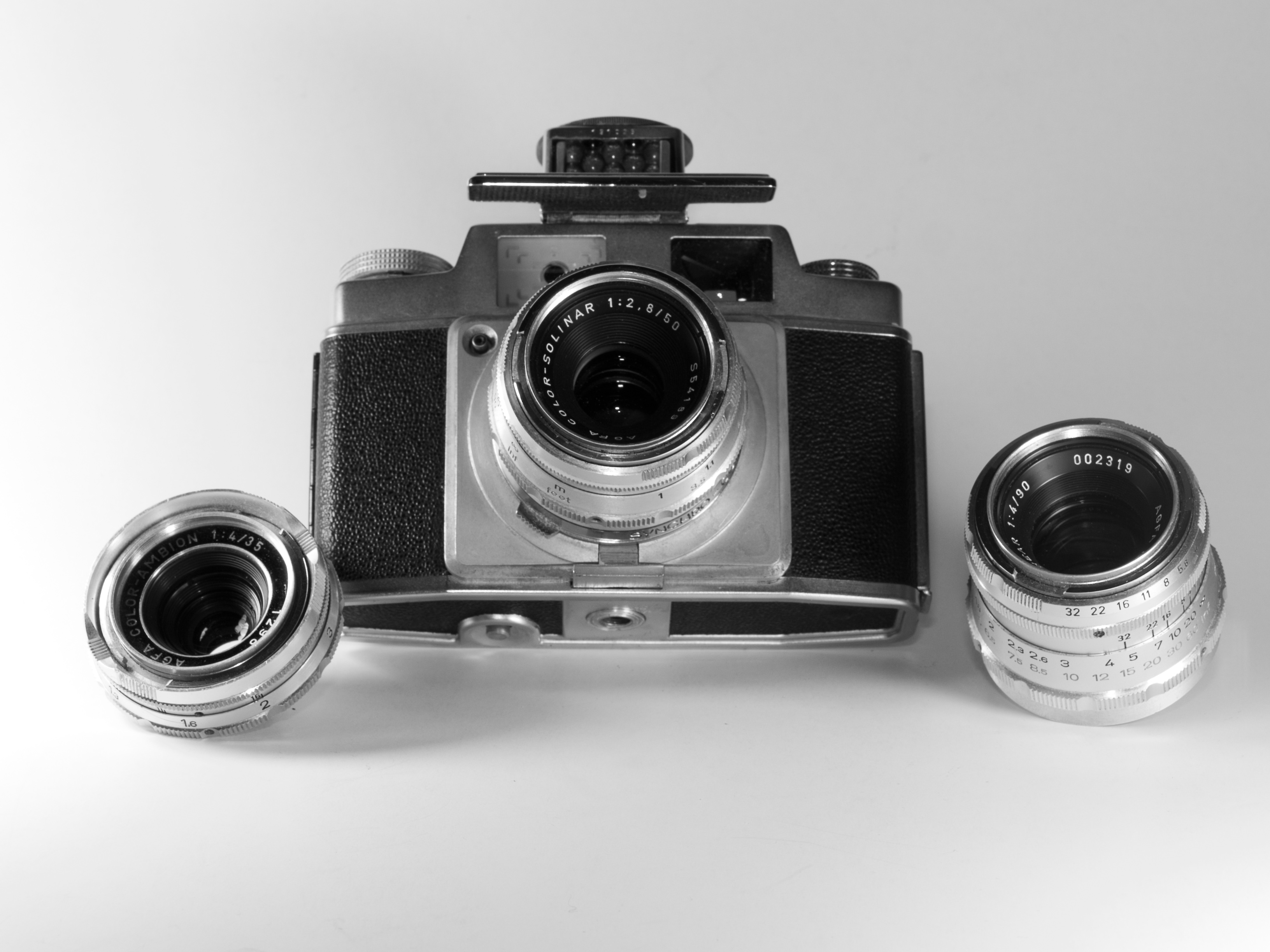
Ambi-Silette mit Wechselobjektiven
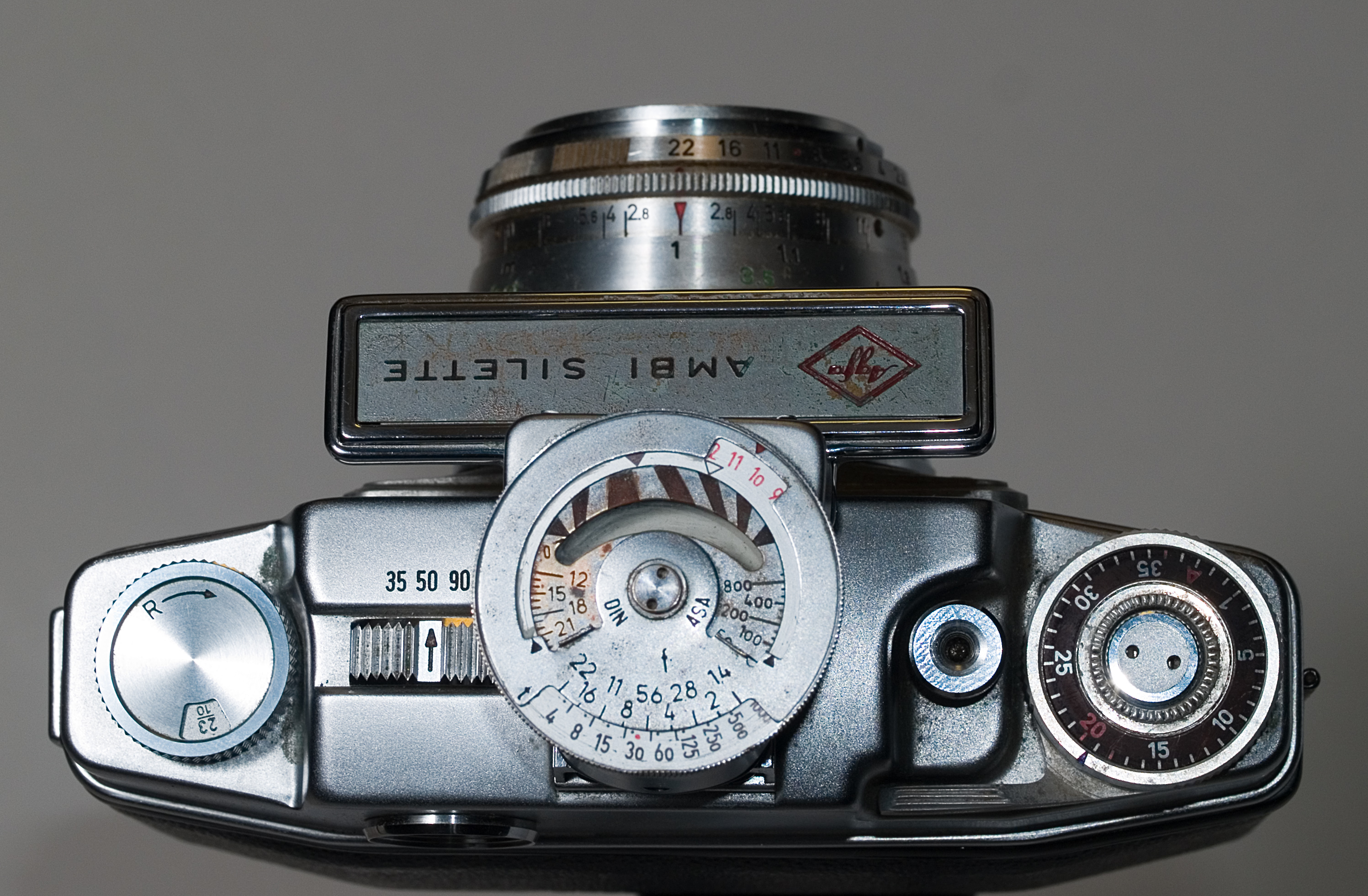
Ambi-Silette: Links vom Belichtungsmesser der Schiebeschalter für die Einspiegelung der Leuchtrahmen für die verschiedenen Brennweiten
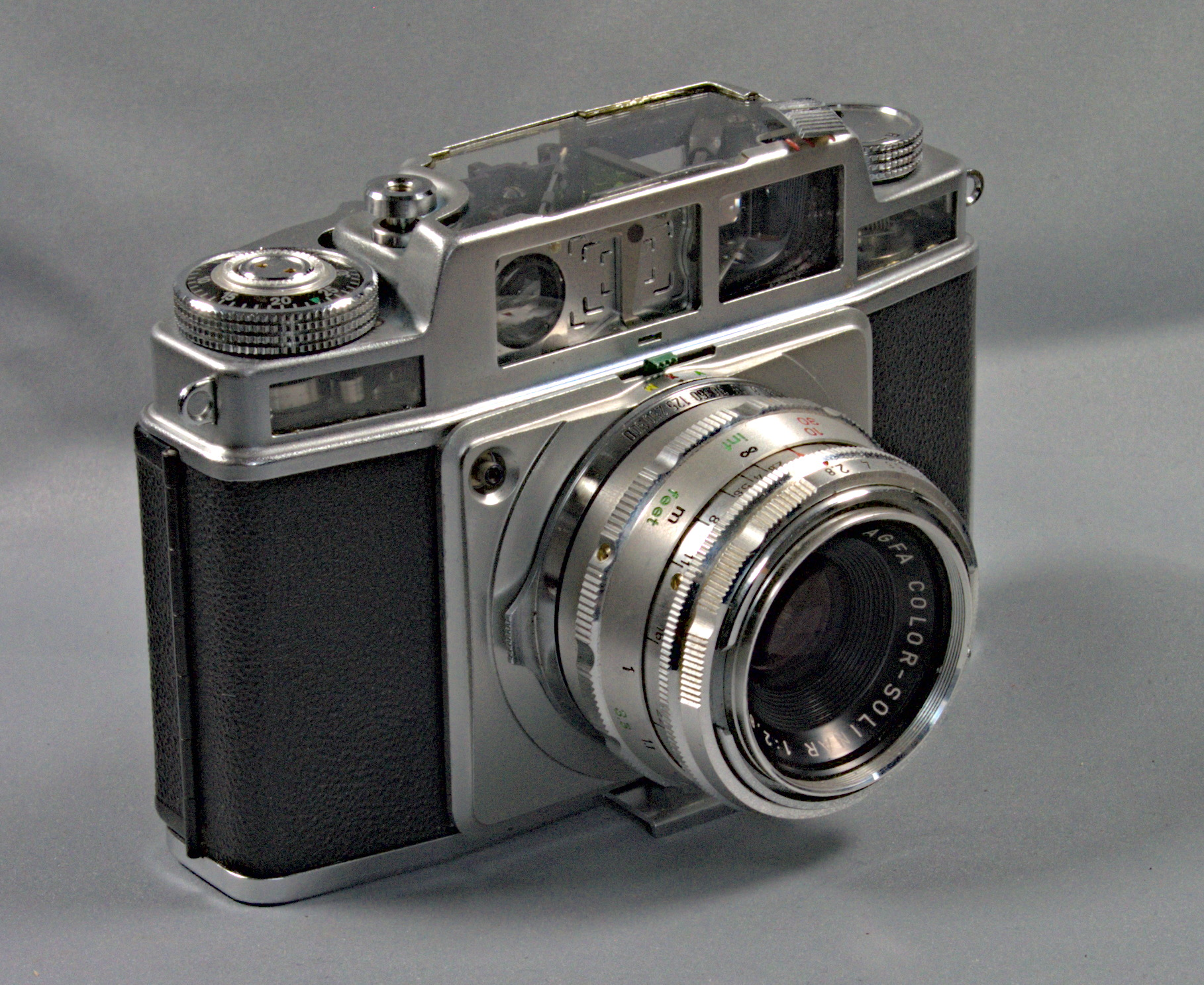
Ambi-Silette Demonstrationsmodell
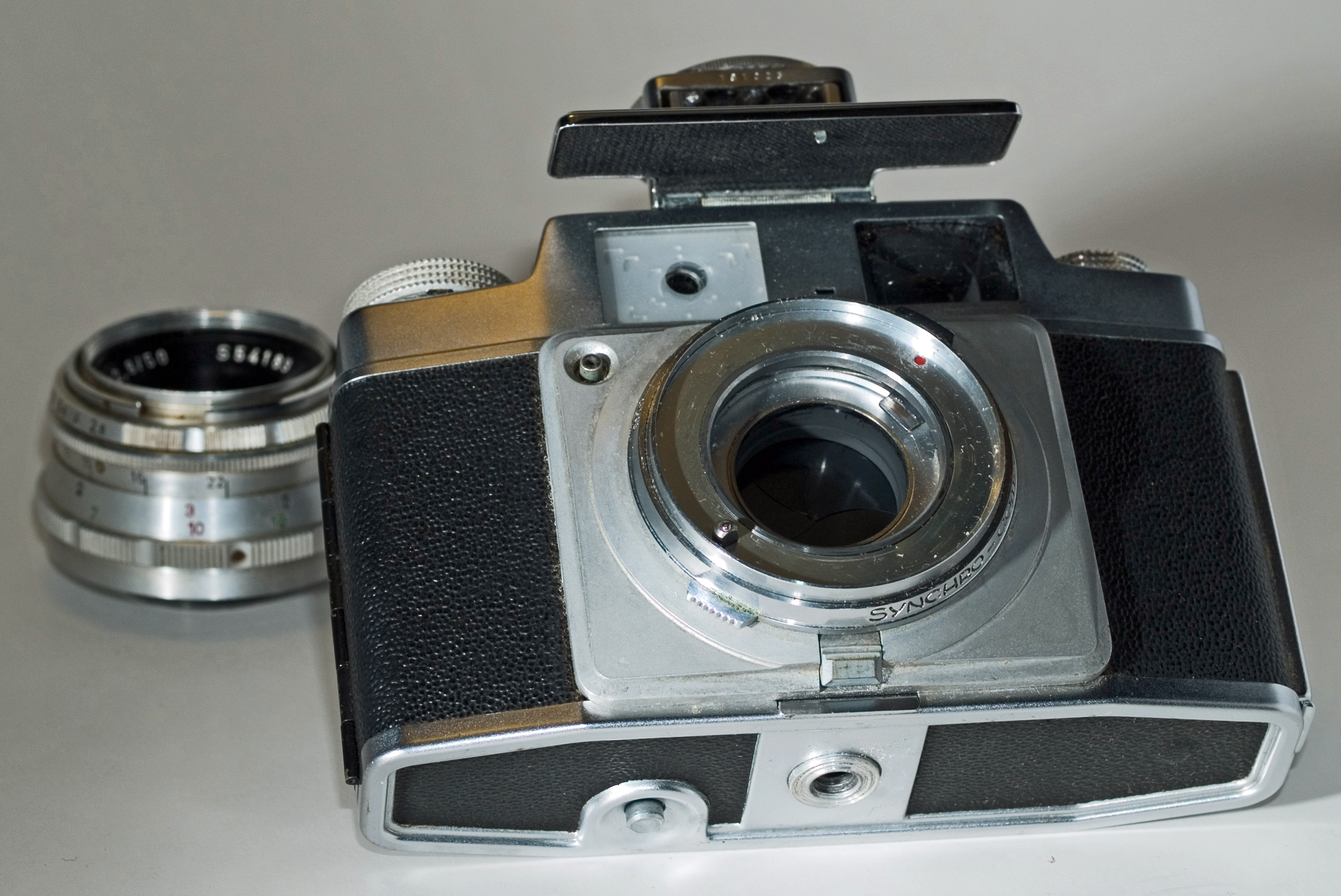
Ambi-Silette mit abgenommenem Objektiv
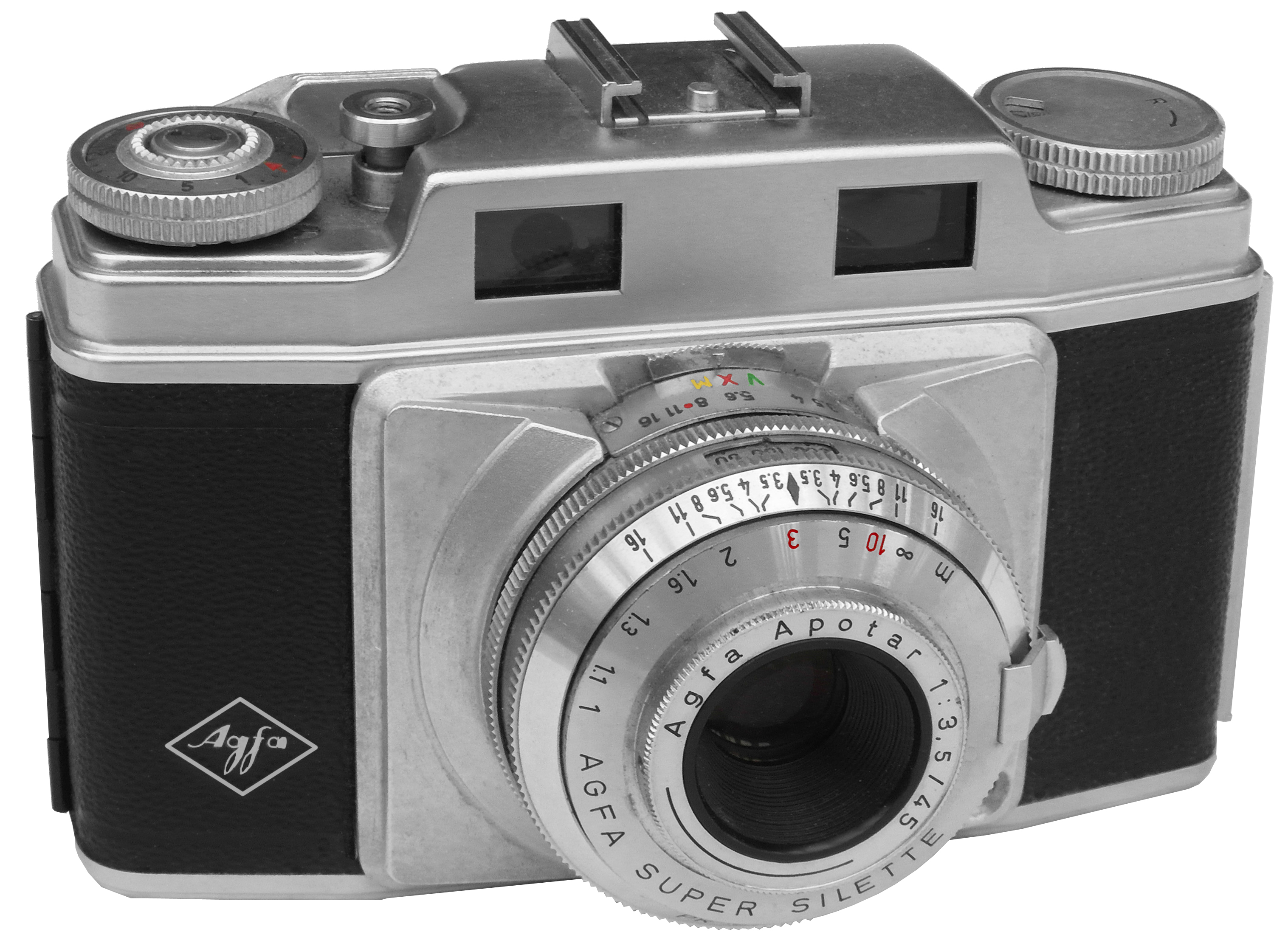
Super-Silette
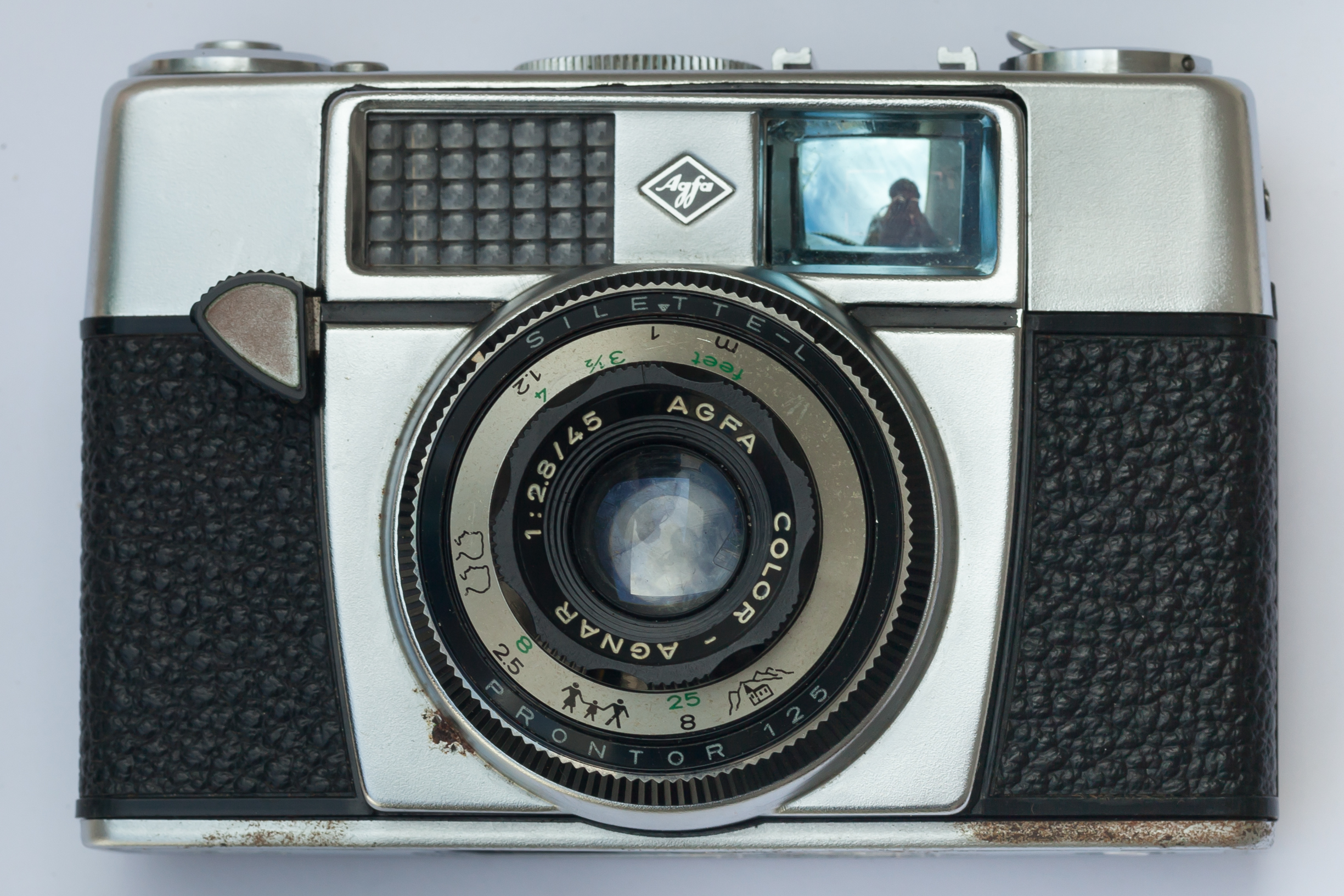
Silette L der zweiten Generation
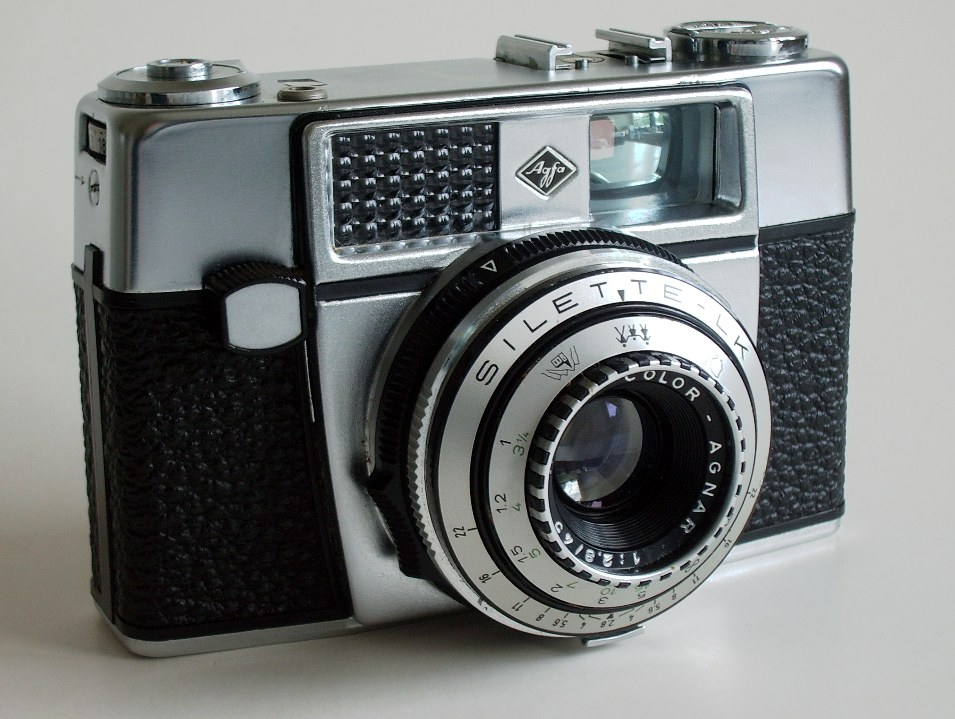
Silette LK der zweiten Generation. Das abgebildete Exemplar stammt aus dem Jahr 1968. Damaliger Ladenverkaufspreis: 149 DM